# Single Line Injection
Single Line Injection (SLI) ist ein Verfahren zur Herstellung von Faserverbundbauteilen. Das Verfahren wurde  im Jahre 1998 durch das Deutsche Zentrum für Luft- und Raumfahrt (DLR), Institut für Faserverbundleichtbau und Adaptronik (früher: Institut für Strukturmechanik) zum Patent angemeldet.

Infusionstechnologie. Bei der Single Line Injection findet Evakuierung und Harzeinleitung über dieselbe Leitung statt.

Die Infusionsverfahren und Differential Pressure Resin Transfer Moulding (DP-RTM) bieten den besten Kompromiss zwischen Werkzeugkosten und reproduzierbarer Bauteilqualität. Auf ein massives Werkzeug (Form) kann im Gegensatz zum Resin Transfer Moulding (RTM) verzichtet werden da der Prozessdruck über eine „Umgebungsdruckerhöhung“ innerhalb eines Autoklavs (Druckluftofen) realisiert wird.
Die trockene Preform wird im Tool mit Infusionskanälen und Absaugkanälen erweitert. Anschließend wird dieser Aufbau luftdicht mit einer Vakuumfolie umschlossen und evakuiert. Hierdurch wird eine Vorkompaktierung erreicht und es wird verhindert, dass im Bauteil Fehlstellen durch Lufteinschlüsse entstehen.
Beim Infusionsverfahren (auch: Injektionsverfahren) wird der Aufbau grundsätzlich zuerst evakuiert und anschließend das Epoxidharz mit Hilfe des erzeugten Unterdruckes in das trockene Fasermaterial gesaugt. Beim SLI-Verfahren kommt als Besonderheit hinzu, dass Evakuierung und anschließende Infusion durch dieselbe („single“) Leitung erfolgen. Das Umschalten zwischen Vakuumpumpe und Harzvorrat wird nach dem Absaugen durch ein Ventil bewerkstelligt, denn es gilt sicherzustellen, dass kein Epoxidharz in die Vakuumpumpe gelangt.
Anschließend wird der injizierte Aufbau bei entsprechendem Druck und Temperatur über die vorgegebene Zeitdauer ausgehärtet.